# VP6
VP6 – własnościowy stratny format kompresji wideo i kodek wideo, opublikowany w październiku 2003 roky przez On2 Technologies.Jest inkarnacją kodeka wideo TrueMotion, serii kodeków wideo opracowanych przez On2 Technologies. On2 TrueMotion VP6 jest powszechnie używany przez pliki multimedialne Adobe Flash, Flash Video i JavaFX.Jest następcą poprzednich kodeków, takich jak VP3, VP5.
Jego następcą jest kodek wideo VP7. 